# نهر أفون (أستراليا الغربية)

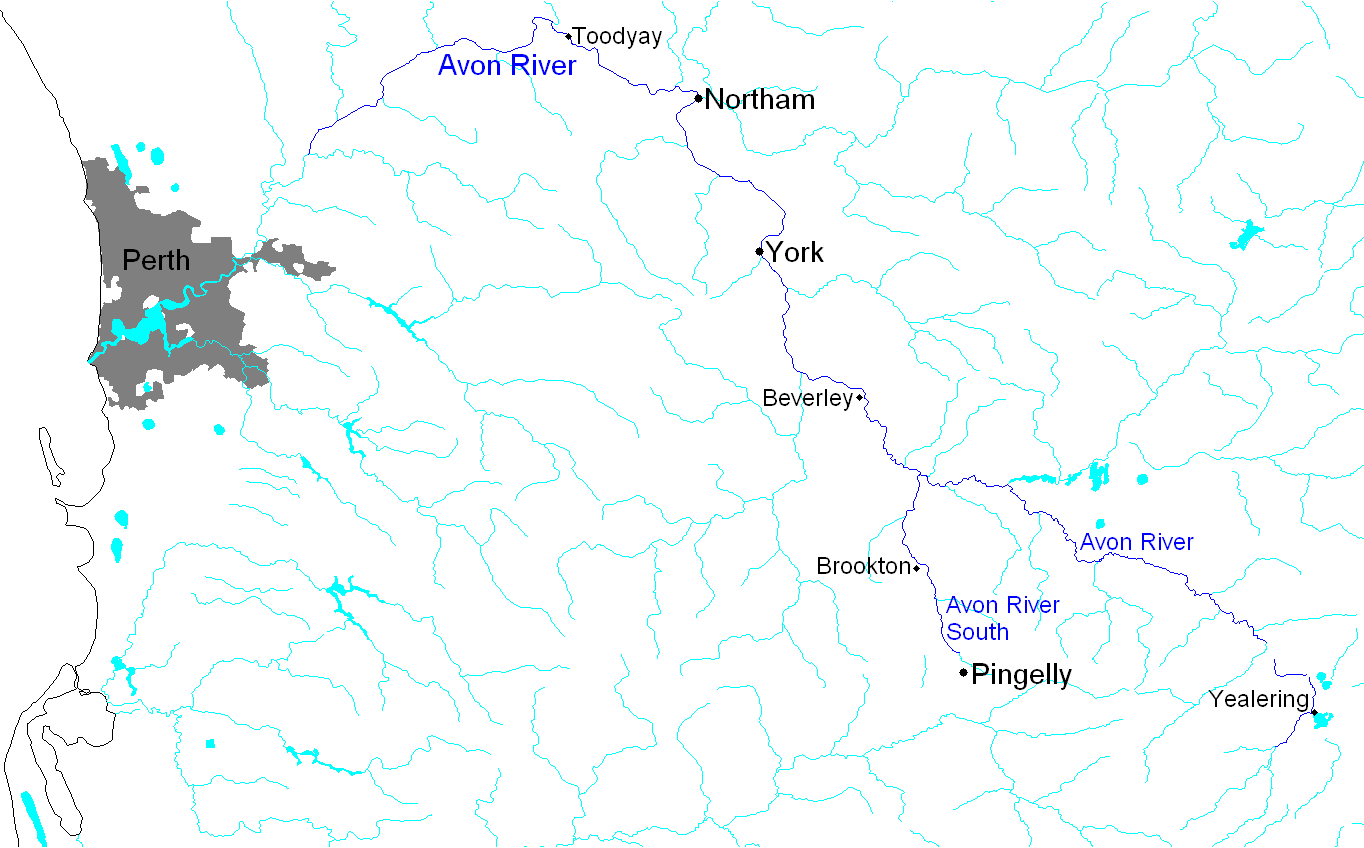
موقع النهر

نهر أفون هو نهر في غرب أستراليا. يمتد على طول حوالي 240 كيلومترا وتبلغ مساحته 125 ألف كيلومتر مربع. يعتبر وهو رافد رئيسي لنهر سوان، الذي ينضم إليه بالقرب من مدينة جيلدفورد.

## المجرى والتضاريس
ينبع نهر أفون من شرق ويتبيلت، بالقرب من مدينة كوايرادينغ، ويجري عمومًا في اتجاه جنوبي غربي. يمر عبر عدة مدن هي: بيفرلي ويورك ونورثام وتودياي، وينضم إلى نهر سوان في متنزه واليونغا الوطني. يغطي نظام النهر مساحة حوض تبلغ حوالي 125,000 كيلومتر مربع.
تتميز التضاريس في حوض نهر أفون بالسهول المتموجة والتلال المتدحرجة، مع سلسلة جبال دارلينج إلى الغرب ويلغارن كراتون إلى الشرق. يمر النهر عبر عدة ممرات جبلية ووديان عميقة، مع تواجود المعادن الصخرية الجرانيتية والتربة اللترية المتواجدة في المنطقة.

## النباتات والحيوانات
يأوي نهر أفون نظمًا بيئية متنوعة تتراوح بين الغابات والمستنقعات. تعيش في المناطق النهرية على طول النهر أنواع متعددة مثل الصمغ النهري (Eucalyptus camaldulensis) وصمغ الفيضان (Eucalyptus rudis) وشجرة الورق (Melaleuca spp). توفر هذه المناطق مواطن مهمة للحيوانات المحلية، بما في ذلك مختلف أنواع الطيور والجرابيات والزواحف.